# Rivière Metgermette
Pour les articles homonymes, voir Metgermette.
La rivière Metgermette est un affluent de la rive est de la rivière du Loup, un affluent de la rivière Chaudière laquelle coule vers le nord pour se déverser sur la rive sud du fleuve Saint-Laurent.
La rivière Metgermette coule dans la municipalité de Saint-Côme-Linière, dans la municipalité régionale de comté (MRC) de Beauce-Sartigan, dans la région administrative de Chaudière-Appalaches, au Québec, au Canada.

## Géographie
Les principaux bassins versants voisins de la rivière Metgermette sont :
- côté nord : rivière Vachon (Beauce-Sartigan), rivière Metgermette Nord ;
- côté est : rivière Metgermette Sud, rivière Metgermette Centrale, Hurricane Brook (É.U.A.) ;
- côté sud : ruisseau Moore, rivière Wilson, rivière du Portage, ruisseau Oliva ;
- côté ouest : rivière Chaudière, rivière du Loup.

La rivière Metgermette prend sa source dans le lieu-dit "Les Fourches", soit à la confluence de la rivière Metgermette Nord et de la rivière Metgermette Sud, à l'ouest de la frontière du Maine (États-Unis) et du Québec (Canada).
À partir de sa source, le cours de la rivière Metgermette coule sur 6,1 km répartis selon les segments suivants :
- 5,0 km vers l'ouest, jusqu'à la route 173 ;
- 1,1 km vers le nord-ouest, jusqu'à sa confluence.

La rivière Metgermette se jette sur la rive est de la rivière du Loup (Chaudière) à Saint-Côme-Linière.

## Toponymie
Le toponyme Rivière Metgermette a été officialisé le 5 décembre 1968 à la Commission de toponymie du Québec.

## Source
- Commission de toponymie, Québec